# Kostnina
Kostnína (tudi kostno ali osalno tkivo) je opornina, sestavljena iz osteocitov in poapnele medceličnine. Tvori čvrsti del kosti.

## Vrste
Poznamo dve vrsti kostnine: kompaktno in spongiozno kostnino. Kompaktna kostnina gradi skrajno trde vrhnje plasti kosti, spongiozna kostnina (tudi puhlica) pa zapolnjuje luknjičast osrednji del. Sicer sta obe vrsti tkiva biološko enaki, razlika je v razporejenosti mikrostruktur.

## Vloga
Kostnina opravlja številne funkcije, med njimi:
- Neposredne funkcije: 
  - opora za mišičje, organe in mehka tkiva,
  - premikanje in vloga vzvodov,
  - zaščita vitalnih organov, npr. srca (vendar vsi organi nimajo te zaščite, npr. črevesje),
  - skladiščenje kalcijevega fosfata.

- Posredna funkcija:
  - hemopoeza – tvorba krvnih celic (v bistvu ne nastajajo v kostnini, marveč v kostnem mozgu, ki se nahaja v puhlasti sredici kosti.

## Kostnina/kost
Izraza kostnina in kost je treba razlikovati. Kosti so organi, ki jih poleg kostnine gradijo še žile, kostni mozeg, povrhnjica in živci. Izraz kostnina se nanaša le na mineralni matriks, ki gradi čvrste dele kosti.